# Clendenin
Clendenin est une ville américaine située dans le comté de Kanawha en Virginie-Occidentale. En 2010, sa population est de 1 227 habitants.
La ville est fondée en 1877 par William E. Chilton et prend le nom de Chilton. Elle devient par la suite Clendenin, en l'honneur de Charles Clendenin, l'un des fondateurs de Charleston.